# ノルスク・ハイドロ
ノルスク・ハイドロあるいはノシュク・ヒドロ（ノルウェー語: Norsk Hydro ASA）は、ノルウェーのオスロに本社を置く、アルミニウムと再生可能エネルギーに関する事業を行っている企業である。世界で4番目の規模の一貫アルミニウム生産企業である。世界のすべての大陸にあるおよそ40か国ほどで操業している。ノルウェー政府が株式の43.8パーセントを所有しており、会社の従業員は約22,000人である。Hilde Merete Aasheimが2019年5月からCEOを務めている。
ノルスク・ハイドロはかつて石油と天然ガス産業においても重要な存在であったが、2007年10月にこれらの事業は競合するスタトイルに売却した。ノトデンは引き続き水力技術部門の所在地であり、アルカリ電気分解技術に関する世界的リーダーである。

## 歴史

### 肥料事業からの第一歩
1905年12月2日、マルクス・ヴァレンベリ (シニア) を初代会長とし、主にパリバの出資でノルウェー水力電気窒素 (Norsk hydro-elektrisk Kvælstofaktieselskab) が設立された。一応の創設者はサミュエル・エイデというエンジニアであった。クリスチャン・ビルケランドの開発した窒素固定法により合成肥料を生産した。この方法はビルケラン＝エイデ法として現代でも知られている。膨大な消費電力をまかなうため、ノトデン近くのSvelgfossenの滝に発電所が建設された。後にリューカンの町を開発し、ノルスク・ハイドロ・リューカンの工場を設立する過程で、リューカンフォッセンの滝も開発されて利用された。
ノルスク・ハイドロの最初の工場はノトデン（1907年開設）に開設され、続いてリューカン、Tinn（いずれも1911年開設）に開設された。続いて1912年にヌールラン県のGlomfjordで生産が開始された。1930年にはポルシュグルン郊外のHerøyaの工場が開設された。当初はここは、肥料の出荷および石灰岩の入荷地点として機能していた。1936年からはHerøyaでも肥料の生産を開始した。またリューカンとHærøyを結ぶ鉄道、Rjukanbanenも開通した。この鉄道は1909年に開通し、ティン湖を渡る鉄道連絡船からTinnosbanenの鉄道に連絡し、さらにBorgestadからHerøyaまでテレマルク運河を通る艀で通じる。この運河はBratsbergbanen鉄道線が1916年に開通して置き換えられた。
1920年代までには、ノルスク・ハイドロのアーク放電により合成肥料を生産する技術は、新しく開発されたハーバー・ボッシュ法との競争に打ち勝って行くことができなくなり、ハーバー・ボッシュ法を利用できるようにするために1927年にドイツのIG・ファルベンインドゥストリーと提携した。1945年の時点で、IG・ファルベンインドゥストリーはノルスク・ハイドロの大株主となっていた。Herøyaの工場は、すぐ近くの電力供給源に依存しなくなったことの結果であった。もはや工場は出荷港の近くにつくることができた。

### リューカンでの重水生産

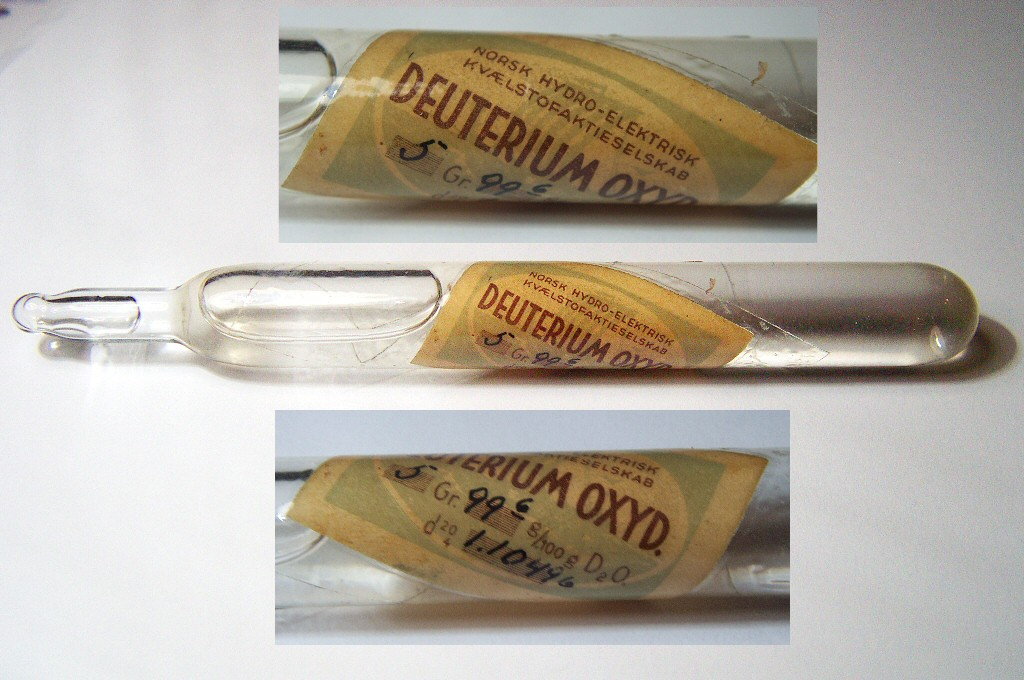
ノルスク・ハイドロが作成した重水のサンプル

リューカンの工場はヨーロッパで唯一の重水生産拠点であり、第二次世界大戦において連合国が、ドイツの原子爆弾開発に利用されると警戒することになった。結果として、特殊部隊や空襲による破壊工作の目標となり、最終的に破壊されて後に再建されることになった。この話はカーク・ダグラスの出演する映画「テレマークの要塞」で作品化されている。

### 最初の金属事業
軽金属の生産は、1940年にHerøyaに炭酸マグネシウムの工場の建設を開始したことに始まるが、ナチス・ドイツのノルウェー侵攻により計画は中断された。
第二次世界大戦中は、ノルスク・ハイドロはIG・ファルベンインドゥストリーおよびノルウェー・アルミニウムと協力して、ドイツの戦争遂行のために新しいアルミニウムとマグネシウムの工場を建設した。しかし1943年7月24日に連合軍が空襲で工場を完全に破壊して建設労働者が55人死亡し、建設は中止された。ドイツの敗戦が明らかになっていくにつれて、ノルスク・ハイドロは占領者との協力を抑えて行った。
1946年にÅrdalのアルミニウム工場が開設され、政府が所有する企業Årdal og Sunndal Verkによって運営された。ノルスク・ハイドロは合併によりこの会社を1986年に取得し、軽金属部門であるハイドロ・アルミニウムを発足させた。
1919年以来、北部ノルウェーのGlomfjordでは亜鉛を、そしてのちにはアルミニウムの生産を行っていた。ノルスク・ハイドロは1947年に発電所を購入して、そこでアンモニアの生産を開始した。1950年代にはHerøyaに新しいマグネシウム生産工場を開設し、1963年にはハーヴェイ・アルミニウムと提携してKarmøyにアルミニウム生産工場を開設した。このアルノアと呼ばれる工場は、1973年にノルスク・ハイドロが買収した。
2000年にノルスク・ハイドロは、アメリカ合衆国で一連のアルミニウム押出成形工場を保有するウェルズ・アルミニウムを買収した。2年後にはドイツのエネルギー会社E.ONからアルミニウムメーカー フェライニヒテ・アルミニウム・ヴェルケを買収し、またフランスの建材メーカーテクナルも買収した。
ノルスク・ハイドロは2011年にブラジルのヴァーレが保有するアルミニウム関連事業を取得して、真に統合されたアルミニウム企業となった。これによりノルスク・ハイドロは、ボーキサイトの採掘とアルミナの精錬でも重要な企業となった。

### 石油の時代へ
1965年にノルスク・ハイドロは、エルフ・アキテーヌ他6社のフランス企業とともに北海で石油と天然ガスの探査を行うPetronordを設立した。ノルスク・ハイドロはすぐに北海油田の石油産業でも大きな企業となり、オーセベリ油田を手始めに数多くの油田を運営するようになった。
1969年にノルスク・ハイドロは初めて国際事業に乗り出し、カタールで肥料工場の25パーセントの持ち分を得た。
ノルスク・ハイドロは1980年代末にモービルのノルウェー、スウェーデン、デンマークにおけるガソリンスタンドを買収し、その名前をハイドロに変更した。1995年にノルウェーおよびデンマークにおけるガソリンスタンド事業をテキサコと統合し、合弁企業ハイドロテキサコが発足した。2006年にこれらのガソリンスタンド事業はReitangruppenに売却された。1999年にはノルスク・ハイドロはノルウェーで3番目に大きな石油会社であったSaga Petroleumを買収した。この会社はノルウェーおよびイギリスにおいて石油の生産事業を保有していた。後にイギリスにおける事業は売却された。
ノルスク・ハイドロの肥料事業は2004年3月26日に分割され、ヤラ・インターナショナルという独自に上場した企業となった。ノルスク・ハイドロはその所有するヤラの株式をすべて、ノルスク・ハイドロの株主に分配し、現在ヤラに対する所有権はまったく無い。
2006年12月にノルスク・ハイドロは同じく石油・ガス企業であるスタトイルとの合併提案を発表した。欧州経済領域の規定に従い、提案は2007年5月3日に欧州連合に、2007年6月8日にノルウェーの議会ストーティングに承認された。合併は2007年10月1日に完了した。ノルスク・ハイドロは新会社スタトイルハイドロ（現：エクイノール）の32.7パーセントの株を持った。

## 事業

### アルミニウム
ノルスク・ハイドロは世界的に大きな統合アルミニウム事業企業である。ノルウェーにおいては、リューカン、ラウフォス、Vennesla、Karmøy、ヘイヤンゲル、Årdal、Sunndalsøra、Holmestrand、Magnorに工場がある。またノルウェー国外にも工場がある。
カタルムは、いままでで一度に最大のアルミニウム工場を建設した例である。工場はカタールに所在し、カタール石油との等分所有の合弁企業である。年間生産能力は粗アルミニウムにして585,000トンで、すべて鋳物製品として付加価値を付けて出荷される。電力の安定供給のために、1350 MWの天然ガス発電所も建設された。

### エネルギー
ノルスク・ハイドロはノルウェーにおいて主要な水力発電事業者である。

### 農業資材
ノルスク・ハイドロは肥料や農業関連資材の企業として発足し、長らくこの分野では大規模な事業者であったが、農業資材部門は2004年に分割されてヤラ・インターナショナルとなった。

## 経営者
- 1905年 - 1917年 Sam Eyde
- 1918年 - 1926年 Harald Bjerke
- 1926年 - 1941年 Axel Aubert
- 1941年 - 1956年 Bjarne Eriksen
- 1956年 - 1967年 Rolf Østbye
- 1967年 - 1977年 Johan B. Holte
- 1977年 - 1984年 Odd Narud
- 1984年 - 1991年 Torvild Aakvaag
- 1991年 - 2001年 Egil Myklebust
- 2001年 - 2009年 Eivind Reiten
- 2009年 - 2019年 Svein Richard Brandtzaeg
- 2019年 - Hilde Merete Aasheim

## 日本におけるノルスク・ハイドロ
日本には、ノルスクハイドロASAの東京代表事務所が大手町にあり、ハイドロアルミニウムジャパン株式会社（Hydro Aluminium Japan K.K.）が鉄鋼ビルディングにオフィスを持つ。